# Мехмед I Ґерай

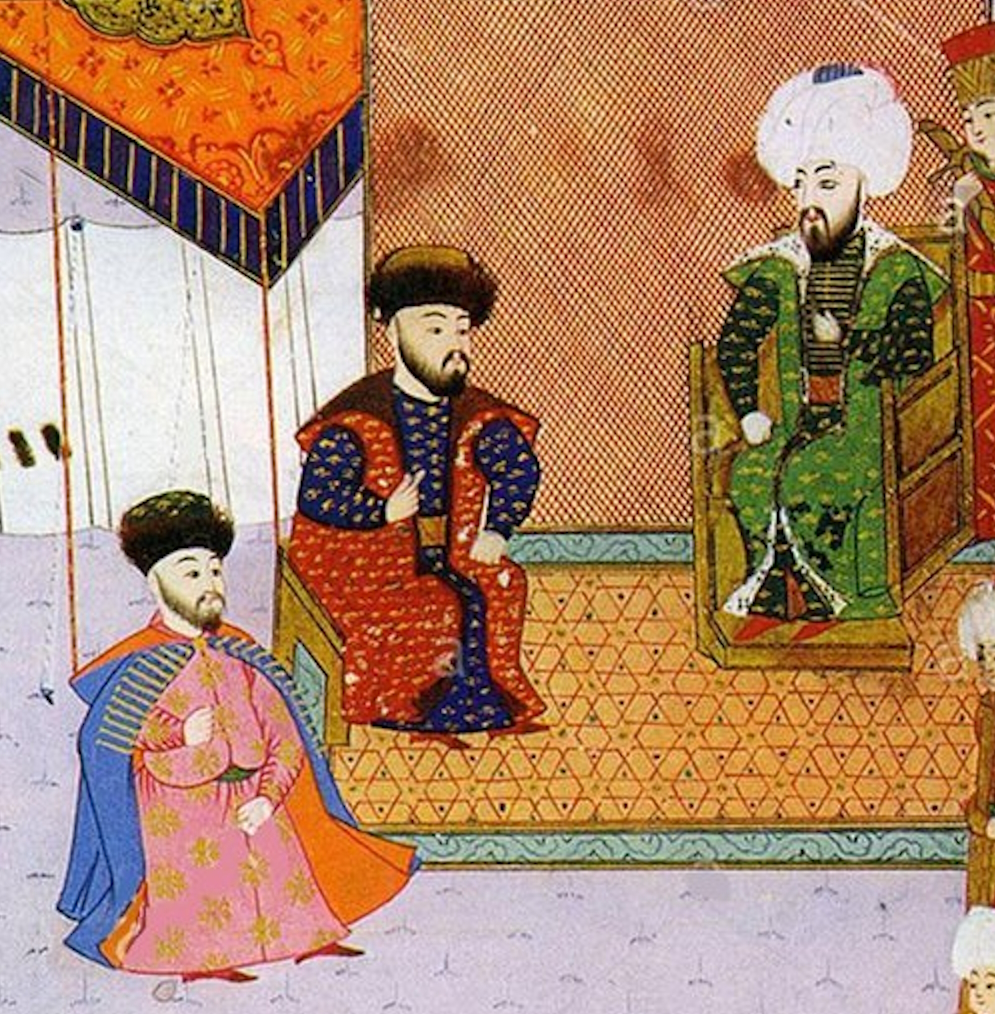
Менґлі I Ґерай (усередині) зі своїм старшим сином, майбутнім ханом Мехмедом I Ґераєм (ліворуч) та турецьким султаном Баєзедом II (праворуч). З турецької мініатюри XVI ст.

Мехме́д I Ґера́й (крим. I Mehmed Geray, ۱محمد گراى‎;1465-1523) — кримський хан у 1515–1523 рр. з династії Ґераїв, наступник Менґлі I Ґерая, попередник Гази I Ґерая. Старший з восьми синів Менглі I Ґерая. 

## Життєпис
У 1493—1494 роках за  підтримки батька був ханом Великої Орди. Вступивши на престол Кримського ханства після смерті батька в 1515 р., взявся за здійснення широкої зовнішньополітичної програми. До того часу колишня Золота Орда розпалася на Казанське, Хаджі-Тарханське ханства і декілька незалежних орд (зокрема, Ногайську), які Мехмед I Ґерай вирішив об'єднати під керівництвом Криму і тим самим успадкувати верховенство ординських ханів над тюрками Поволжя.
Завдання ускладнювалося тим, що Московія вступила в суперечку з Кримом за вплив в Поволжі, успішно закріпивши свої позиції в Казанському ханстві. Після перемоги Менґлі I Ґераєм над Ордою відбулося охолодження кримсько-московських відносин, оскільки відтепер загальних інтересів у Москви і Криму не було. При цьому поновилися союзні відносини з Польщею.
Мехмед I Ґерай намагався підкорити Хаджі-Тарханське ханство, на престолі якого сиділи нащадки ворожих Криму останніх ординських правителів, але спочатку не досяг успіху в цьому.
Вдаліше розвивалися події на казанському напрямі. У Казані в 1521 р. був повалений з трону московський ставленик Шах-Алі і поставлений на царство брат Мехмеда I Ґерая, Сахіб I Ґерай. Тоді ж два брати — правителі Казані і Криму — зробили успішний спільний похід на Московію, дійшовши до околиць Москви.
Після цього Мехмед I Ґерай в 1523 р. виступив в похід на Хаджі-Тархан і зумів опанувати містом. Проте він був виманений ногайськими мурзами Мамаєм і Джан-Мухаммадом спільно з Агіш-беєм з Хаджі-Тархана і убитий у власному шатрі. Похований в Хаджі-Тархані.